# Tartaros-タルタロス-
この項目ではオンラインゲーム『Tartaros-タルタロス-』および『タルタロス：リバース』について触れる。
『Tartaros-タルタロス-』は、韓国のINTIVSOFTが開発し、2010年1月14日から2013年2月25日まで運営されていたオンラインゲーム。日本ではC&Cメディアが運営していた。2014年6月から運営元が株式会社OnNetに移管され、『タルタロス：リバース』の名称で運営されている。韓国では《星空幻想：Rebirth》の名前で運営されている。世界設定を深めるための追加クエストが実装された他、シナリオに登場するNPCの声優が一部変更されている。
これまでのオンラインゲームの概念を覆すエンディングのあるシナリオや、ストーリーに沿って登場する個性豊かなキャラクターなど、これまでになかったオンラインアクションRPG。キャッチコピーは「一人でも仲間とも遊べるオンラインRPG」。
『タルタロス：リバース』は、シナリオが未完のまま2018年1月25日にサービス終了を迎えた。

## 日本での主なサービス状況
サービス開始当初は韓国が最も進んでいたが、2012年2月現在は日本や台湾での実装の方が早い場合が多い。
- 2010年1月14日 - オープンβテスト開始 / 新キャラクター「クロモド」登場
- 2010年1月27日 - 正式サービス開始
- 2010年2月11日 - Update ver.2「KaverShard -迷いの森の姉妹-」 / 新キャラクター「ルコ」登場
- 2010年3月11日 - Update ver.3「氷龍の謎 -封印から解かれた氷龍- 」
- 2010年4月8日 - Update ver.4「デリオ領主城への道 -消えたイリシア-」
- 2010年4月9日 - 「アテナ」サーバーオープン
- 2010年4月27日 - Update ver.4.5「激闘！乱闘！コロシアム」 / コロシアム実装
- 2010年5月13日 - Update ver.5「騎士団の隠れ家 -獅子の帰還-」 / 新キャラクター「エルピントス」登場
- 2010年5月27日 - Update ver.5.5「失意の水龍 -悲しみの深淵-」
- 2010年6月10日 - Update ver.6「要塞の決戦 -オスバルトの野望-」
- 2010年6月24日 - Update ver.6.5「奪って守ってコロシアム」
- 2010年7月1日 - Update ver.7「海の伝説 -港町ベルト-」
- 2010年7月29日 - Update ver.8「アークローヤル号の船出 -自由の海-」
- 2010年8月26日 - Update ver.8.5「Eternal Dungeon -無限回廊-」
- 2010年9月16日 - Update ver.9「要塞都市キャリバー -エリアデンの盾-」
- 2010年10月7日 - Update ver.9.5「みんなはじけろ！タルタロスパンクバンドデビュー！」
- 2010年10月21日 - Update ver.10「存在の証明 -剣に刻んだ思い-」
- 2010年11月16日 - Update ver.11「深淵からの使者 -反逆の翼-」
- 2010年12月16日 - Update ver.12「アルニカ修道院 -狙われた聖域-」
- 2011年1月13日 - Update ver.12.5「伝統！決闘！コロシアム」
- 2011年2月17日 - Update ver.13「命の天秤 -騎士の誓い-」第1弾
- 2011年3月29日 - Update ver.13「命の天秤 -騎士の誓い-」第2弾 / スキルフェーズシステム実装
- 2011年4月8日 - Update ver.14「結界の帳幕 -拘束の空中要塞-」
- 2011年5月26日 - Update ver.14.5「激闘 コロシアム大戦争」
- 2011年6月23日 - Update ver.15「運命との再会 -記憶の欠片-」
- 2011年7月21日 - Update ver.16「海竜の王者 -ブラックビアードの財宝-」
- 2011年8月26日 - Update ver.16.5「Eternal Dungeon -深淵の神獣-」
- 2011年9月15日 - Update ver.17「アイセン -霧深き永劫の森-」
- 2011年10月13日 - Update ver.18「女神の涙 -閉ざされた絆-」
- 2011年11月17日 - Update ver.19「レギンの鼓動 -囚われた水龍-」
- 2011年12月15日 - Update ver.20「追憶の塔 -Memorial Tower-」
- 2012年1月19日 - Update ver.21「別れが紡ぐ絆 -The Bonds Of Separation-」
- 2012年2月23日 - Update ver.22「激突！赤髪盗賊団 -乙女の純情☆大爆発-」
- 2012年3月22日 - Update ver.23「新たな力の覚醒-THE NEW PHASE-」
- 2012年4月19日 - Update ver.23.5「歪んだ時空の修錬場」
- 2012年5月24日 - Update ver.24「妖狐の棲み処-追放されし幻獣-」第1弾
- 2012年6月21日 - Update ver.24「妖狐の棲み処-追放されし幻獣-」第2弾 / B5級武器実装
- 2012年7月19日 - Update ver.25「空の彼方に散りゆく魂」
- 2012年8月16日 - Update ver.26「魅惑の泉」
- 2013年2月25日 - 11時をもってサービス終了
- 2014年5月29日 - 運営元をOnNetに移し、タイトルも変更。CBT募集開始。
- 2014年6月26日 - 『タルタロス：リバース』正式運用開始
- 2014年7月17日 - 1st Update「司祭の最後の祈り」
- 2014年7月31日 - 2nd Update「封印から解き放たれたテスベル」
- 2014年8月14日 - 3rd Update「獅子の戦争」
- 2014年9月18日 - 4th Update「海の伝説」
- 2014年10月2日 - 4.5th Update「クリスタルキューブ実装」
- 2014年10月16日 - 5th Update「海の伝説 Part2」
- 2014年10月30日 - 5.5th Update「エターナルダンジョン実装」
- 2014年11月13日 - 6th Update「剣に刻んだ思い」
- 2014年11月14日 - 主題歌「NEVER END」（vo.飛蘭）正式公開
- 2014年11月27日 - 6.5th Update「飛龍撃退戦」
- 2014年12月18日 - 7th Update「聖女の涙」
- 2015年1月8日 - Update【上級】「水龍の巣」
- 2015年1月22日 - Update「運命との再会」
- 2015年2月5日 - Update【上級】「宝島」
- 2015年2月19日 - 「エターナルダンジョン」の21層〜40層実装
- 2015年3月5日 -  Update「霧深き永劫の森」
- 2015年3月19日 - 「レギンの鼓動」実装
- 2015年4月2日 - 「追憶の塔」実装
- 2015年4月16日 - 「激突！赤髪盗賊団」実装
- 2015年4月30日 - 「旅の終わり -1st Ending Story-」
- 2015年5月7日 - 「バルガスの神殿」実装
- 2015年5月28日 - 「旅の終わり -2nd Ending Story-」
- 2015年6月11日 - 「旅の終わり -3rd Ending Story-」
- 2015年6月25日 - エターナルダンジョン 41層・51層」実装
- 2015年8月6日 - エピローグ「傷つきし者達」
- 2015年9月10日 - 「暴走したラオル」実装
- 2015年10月22日 - 「王城（エリアデン王城）」実装　「ボスファイト」実装

## ゲームシステム
疲労度
ミッションモードでモンスターを倒すと疲労度が溜まり、100になるとモンスターから獲得できる経験値が1/10になる。毎日7時になるとリセットされる。また、特別なアイテムを使用することで疲労度を回復させることもできる。
コンテンツポイント
チャレンジモードに参加するために必要になるポイント。疲労度と同様に朝7時にリセットされ、3000以下の場合は3000に、3000以上の場合は一定数が減少する。特別なアイテムを使用することで回復させることもできる。
シナリオモード
タルタロスにおけるメインモードであり、このモードの進行状況により使用可能なキャラクターが増えるなど、重要な内容となっている。ストーリーは、全編声優陣によるフルボイスと、キャラクターアニメーションムービーにより、臨場感のあるシナリオをキャラクター視点から楽しむことができる。
ミッションモード
主に経験値を稼ぎ、アイテム収集を行うモード。パーティ毎にダンジョンが生成され、1～4人でプレイできる。このモードでのみ疲労度が溜まる。
チャレンジモード
ミッションモードより難易度の高いダンジョンに挑戦するモード。ミッションモードでは手に入らないアクセサリーなどのアイテムを得ることができる。挑戦するには「コンテンツポイント」を消費するため、挑戦できる回数に限りがある。
対戦モード
1vs1から4vs4まで参加可能で、1人につき最大3名までキャラクターをエントリーさせることができる。対戦時はステータスに一定の補正がかかる（攻撃力が減少・HPが増加など）。
コロシアム
ギルドに加入しているもののみが参加できる多人数での対戦。2つのパーティで連合を組み、8vs8の対戦を行う。4種類のモードがあり、曜日と時間によって開催されるモードが異なる。
- キルデス戦
- オボロス/トゥリモン争奪戦
- マスターキル戦
- 拠点破壊戦

## ストーリー
始まりは神々が地上の各地を治め、人間を支配していた神政時代。神々は互いの領地を奪い合うため、支配下に置いた人間たちに戦争を起こさせ殺し合わせていた。そして人間たちは神々に反旗を翻し、神と人間の間で地上の支配者をめぐる戦争が勃発。強大な神々を前に窮地に立たされた人間たちであったが、5人の術法師が結界陣「タルタロス」を施し、天界と人間界が分離。神々は人間界にはいられず神界に追いやられ、人間の勝利で終了する。
そして5年の時が流れ、世界は神々のかかし（傀儡）であった王たちが権力闘争を繰り広げるようになっていた。王たちは欲望のための政治を行い、権力の力になる「オボロス」を求め、民衆はより大きな苦痛を被っていた。同族同士で殺し合い、異種族を奴隷として扱い、権力者に歯向かう者には命で購わされる。神々が去った後の世界はそんな風になっていた。一方、エリアデン王国のデリオ領、国境の小さな町では、オボロスを利用して神界に行くか、またはオボロスを集めなければならないなど、様々な理由を持った人物たちが遠征隊を結成しオボロスを探すための旅に出る。

## 登場キャラクター

### プレイヤーキャラクター（遠征隊）
プレイアブルキャラクターたち。始めはソーマ、ピンコ、シュバルマン、イリシアの4人しか使えないがシナリオを進めていくうちにキャラクターたちが解放されていく。紹介は仲間になる順番から。プロフィール項目の→に付け加えられている部分は「リバース」からの変更点。
ソーマ（Soma）
声 - 下野紘
年齢：未詳
職業：ファイター
星座：牡羊座
誕生日：3月27日
血液型：A型
身長：161cm → 168cm
体重：50kg → 60kg
武器：ナックル
備考：見た目は幼いが、いつでも冷静に物事を見ることが出来る少年。第一目標がオボロスを集めることなので、それ以外のことに首を突っ込まないように一行を諌めたりもする。しかしすぐに人助けを「正しいこと」と認めるようになり協力を惜しまなくなる。シュバルマンの良き相棒であり、弟分でもある。
オボロスを探す旅をしているが、理由は不明。神と人（人外）の愛情、信頼などに興味を示したりする一面を垣間見せることも。
体術と雷撃を組み合わせた戦いを得意としている。射程も範囲も程よくあり、自衛力と攻撃力のバランスの取れたキャラクター。縦の射程は長いが、横の射程に乏しいのが難点。プレイアブルキャラクターの中では唯一状態異常「感電」「麻痺」を与えられる。
その正体はエピル神の右腕「雷神スペルノ」。神界に封された主神に再び会うために、そしてまた地上へ戻るためにオボロスを探していた。
本編開始の約2年前、ソーマはオボロスを探す旅の最中、スペルノ神殿にてシュバルマンと出会う。当初は人間を卑下し、我欲のために他者を傷つける存在として認識していた。しかし我が身を呈してでも他者を守るシュバルマンに興味を惹かれ、自分のこの色眼鏡を取り去ってくれるのではというわずかな期待を込め同行することに。その後、アサシンたちに襲われていたイリシアを助けたことで知り合い、オボロスを感知する能力を利用するために仲間へ勧誘した。その後、バルガス神を憎悪するピンコと出会い、神々が人間に対してどれだけ酷いことをしていたのか知る。本編はここからスタートする。
次第に人間を理解し始め、仲間のいる大切さを学んでいくことになる。
神界での最後の戦いでは、ピンコたちを守るために本来の力を取り戻し、バルガスと壮絶な一騎討ちを行った。人間を道具や駒としか見ないバルガスに彼らの素晴らしさを説きながら戦うソーマだったが、バルガスを倒すことは出来ず、最終的に行方不明となってしまう。後のシナリオで少年の姿に戻った状態であるが生存が判明した。
普段は礼儀正しく敬語・敬称で話し、何があっても「ハハハ……」と苦笑で済ますが、雷神スペルノとしてのソーマは口調は尊大で威圧的。同属でも信頼に足らなければ不信感を隠そうともしないが（ペリオ神など）、信頼できる者の前ではより丁寧で落ち着いた物腰で接する（女神リリオペなど）。特に女神リリオペとは、かつて出会った経緯からほとんど恋人同士のような間柄である。
しかしこれは神としての振舞いであり、動揺した時やピンコと接する時などはついつい地が出てしまう様子。
リバースでは、NPCたちがソーマの正体に疑問を持つシーンが追加されており、後の伏線として描かれた。
ピンコ（Pinko）
声 - 広橋涼
年齢：11歳
職業：マシンマスター
星座：牡羊座
血液型：B型
身長：149cm→150cm
体重：失礼だよ → 秘密
武器：ランチャー
備考：生意気で負けず嫌いの活発な少女。しかし、年齢に似合わず大人びた一面を持つ。言葉巧みにシュバルマンを操るアエルロトに不審を抱いている模様。
邪悪な神バルガスによって連れ去られた母親を取り戻すため、オボロスを求めている。
エンディングシナリオにおいてソーマ、ナギと共に神界に渡り、無事に母セイリスと再開を果たし、共に地上へと帰還する。しかし、その代償としてロボを神界に置き去りにすることとなってしまった。また、ソーマも行方不明になってしまう。
当初は自分勝手で他人なんかどうでもいいというわがまま娘だったが、デリオ貴族達の悪事を目の当たりにするに連れて「正義感（？）」に目覚め、積極的に困っている人たちを救おうとするようになる（というよりも悪党を倒しいだけだったりするが）。
最後はセイリスと共に故郷レナルト村へと帰っていった。そして自分を守ってくれたナギに今までのことを泣いて詫びた。
ロボに搭乗していることから、本人による攻撃よりもロボ自身のタフネスを活かした戦法を好む。高い耐久力とピンコ自身による遠隔攻撃、ロボによる近距離攻撃や味方への支援スキルを合わせ持つ。
ロボ
声 - 市原将弘
ピンコが騎乗している相棒のロボット。その正体は父親の魂を移植された特殊な機械。武器はその鋼鉄の肉体そのもの。
当初は変わり果てたロボを父親と認めることはできなかったが、ピンコがダランベールに拉致され人体実験のために命を奪われそうになったところを助けたことで父親として意識されるようになる。
最後は神界にて、バルガスの追っ手を振り切るために1人残りピンコとは離れ離れになってしまう。
シュバルマン（Shubalman）
声 - 鳥海浩輔
年齢：27歳
職業：グラディエイター
星座：獅子座
血液型：O型
身長：183cm
体重：85kg
武器：グレートソード（大剣）
備考：正義感あふれるパーティのリーダー。本作の主人公というべきポジションでシナリオにおいて非常に出番が多い。困っている人は見捨てられず、義理人情に厚い一面を持つ。しかし、やや抜けた部分も持つためピンコからはよくからかわれている。イリシアにほの字で、彼女のことになると途端に冷静さを失ってしまう。
かつては領主に仕えていた騎士だったが、領主は戦死。シュバルマンも騎士を廃業。領主を守れなかった責任感から、せめて領主から頼まれていた「治癒のオボロス」を探すべく旅に出た。
職業が示すとおり、大剣グレートソードによる一撃を主体とした戦法を行う。一撃一撃は強力だが攻撃速度が遅く、序盤で覚えるスキルの範囲も狭い。しかし育てれば強力な広範囲攻撃を取得する大器晩成型。
イリシア（IRISIA）
声 - 大原さやか
年齢：未詳 → 27歳
職業：アサシン
星座：蠍座
血液型：AB型
身長：173cm → 171cm
体重：無視 → 49kg
武器：デュアルソード（曲刀の二刀流）
備考：感情に希薄で寡黙だが、根は優しい女性。戦闘中のボイスによれば「もっと喋りたい」とのこと。
作中では仲間を庇って負傷したり、拉致されたりとヒロイン的な役割を担う。特にピンコのことを妹のように思っており、彼女に害をなそうとするものには敵意を垣間見せる。本編開始より二年前、オボロスを求めて彷徨っていたところソーマが持つオボロスに惹かれ、ソーマとシュバルマンを尾行していた。そこへ謎の男たちより襲撃を受け、大きな怪我を負ってしまいシュバルマンの提案で同行することに。シュバルマンからは好意を持たれているが気づいているのか気づいていないのかはっきりしない反応が多い。しかし上述のように誘拐された際はシュバルマンに独白して助けを求めるなど、彼の存在を強く意識している模様。エンディングでは彼に告白した。
「オボロスを探している」ということ以外、記憶を失ってしまっている。なぜかオボロスを感じ取る能力を持つ。暗殺者たちから狙われており、幾度も襲撃を受けているが、相手の口ぶりから彼女の命を狙っているというわけではない模様。まるで実力を測るかのような言動を遺し、いずれも撤退していた。
その正体は反神であるアカシャの創造物セネパの一人。セネパとは人間の死体から生み出されたゾンビのような存在であり、自我に乏しく基本的には神々の操り人形である。
ビーシャス族に襲われアエルロトが唯一救助された難民の中に人間だった頃のイリシアも所属しており、その際命を失うこととなった。
その正体を知ってなお、最後まで人間として見てくれたシュバルマンを傷付けることを嫌い、アカシャの支配を振り切り、シュバルマンに思いを伝えた後、自ら剣に飛び込み命を絶った。
その遺体は死してもアカシャに魂を支配されるセネパの呪いを解く日のため、シュバルマンとアエルロトの手によりマナルス山に安置された。
2018年1月25日にサービス終了を迎え、ストーリーは未完のままイリシアは復活することはなかった。
なお、アエルロトとは姉弟である可能性が高い描写がされているが、本編では明言されていない。
攻撃と回避に長けたスピーディなキャラクター。序盤から安定した火力と回避能力を持つ。強力な範囲スキルを所持しているが、非常に打たれ弱い。また連続ヒットでダメージを稼ぐタイプなので、一撃一撃の威力に乏しい。
アエルロト（Aelrot）
声 - 野島裕史
年齢：23歳
職業：マジックナイト
星座：乙女座
血液型：A型 → B型
身長：175cm
体重：57kg → 67kg
武器：マジックソード（長剣）
備考：クールで博識。常に笑顔を絶やさず、物腰も柔らかく落ち着いている男性。あまり自分の考えを表に出すことがなく、言葉巧みにパーティを誘導する話術を持つ。そのため当初はピンコからまったく信用されていなかった。基本的に誰に対しても敬語と笑顔で接するが、時折それを捨てて鋭い目つきや高圧的な口調になることも。
オボロスよりも、それに惹かれる人間に対して興味を抱いている。
本名はアリエル。
タルタロス結界陣を作った術法師の一人、しかしそれを隠してシュバルマン達に同行している。
結界陣を張る戦いで神々の軍勢と戦ったが、当時のアエルロトは傲慢な性格で手柄を立てるべく単身敵地へと乗り込み、エピル神の軍勢に囲まれ窮地に陥ってしまう。そこを育ての親である師に助けられ生還するが、代わりに師は帰らぬ人となってしまった。以後は傲慢な振る舞いはなくなったらしく、ただの旅人として世界を回り始めた。しかしそれは師を死なせてしまった現実から目を背ける意味が大きかった。シナリオ「結界の張幕」では幼馴染であるテミアンと再会し、「逃げた」ことを責められることに。バルガス殉神団との戦いでテミアンは負傷し、それでも迫りくる敵勢からアエルロトたちを逃がすべく奮闘。その際にテミアンから「師の後継者」として逃げずに現実に立ち向かってほしいと本心を語られた。
武器は長剣であるが、戦闘では剣で直接攻撃するのではなく魔法による剣器を召喚して攻撃する。主に回復スキルや敵に高度な状態異常を与えるスキルを用いる。地面に術法陣を仕掛けるトラップ技を得意とし、踏み込んだ敵すべてにダメージを与える。
ナギ（NAGI）
声 - 福井裕佳梨
年齢：19歳 → 23歳
職業：サモナー
星座：山羊座
血液型：O型
身長：163cm → 168cm
体重：45kg → 47kg
武器：メイス（杖）
備考：ナシプ族のお嬢様で素直かつまじめな天然娘。おっとりしていて周りがハラハラする行動をとるドジッ娘。ナシプ族の一員であるナギは、ナシプ族を創造した神に問うべく冒険に同行することになる。また、創造神がいなくなったためナシプ族は死しても成仏できず、その魂を邪悪な輩に利用されてしまっている。それも解決したいと考えている。
エリアデン王国の錬金術師たちに捕らえられ、両親は人体実験によって死亡。ナギも死を待つしかなかったが、そこへナシプ族の青年エグリートに助けられ、以後は彼に対して好意を抱くようになる。しかし錬金術師オスバルト率いるエリアデン王国軍と戦いでエグリートは死に、その遺志を継いだナギはナシプ族の平穏のため遠征隊に同行する。
エンディングシナリオでソーマ、ピンコと共に神界へ渡り、偶然に近い形でナシプの創造神レピオスとの謁見を果たす。
そこでレピオスよりナシプの生まれた理由と使命、ナシプが供物として捧げられる理由を明かさる。
またレピオスより地上を彷徨うナシプの魂を救う使命とレピオスの最後の力と契約を行ったオボロスを与えられ地上へと帰還する。
最後にはナシプの本当の使命を果たすためには多くの同胞の力が必要と判断し、各地に暮らすナシプの同胞を探す旅へと旅立った。
体力と防御力は低いが、特殊な力で味方の傷を癒すことができる。攻撃力に乏しく、戦闘面では支援を主体に動く必要がある。前衛と同じ動きだとすぐに危機に陥ることも。遠距離から味方を瞬間的に回復できるスキルを持つ唯一のキャラクター。
クロモド（Cromodo）
声 - 浪川大輔
年齢：28歳
職業：ウィザード
星座：天秤座
血液型：B型
身長：181cm → 180cm
体重：60kg → 70kg
武器：ロッド
備考：グリンデル村に住む青年。自称、大魔法師。魔法にしか興味が無く、他人には無関心と思われがちだが、身近な存在にはとても優しい。友人クインシーを救うため、「治癒のオボロス」を求めて冒険に同行する。一人称は「私」。稀に「俺」。
偉大な魔法師であった父親のことは尊敬していたが、森の妖精クインシーから父親が生み出した植物が森の妖精たちを狂乱させモンスター化させていることを告げられる。更には変異進化を遂げた新種族「タガログ族」なる巨大昆虫まで出現して暴れ回っていた。責任を感じたクロモドはクインシーと協力して森を元に戻すべく研究を続けていたが、そこへ遠征隊が現れる。実はクロモドの偽物「ボルモド」が悪事を働いたため、クロモドに疑いが向けられてしまった。このこともあり村長からはクロモドは悪人だと思われている。
誤解が解けた後は遠征隊と協力して森を元に戻し、タガログの軍勢を退けることに成功。ボルモドはタガログ兵に殺されたかに思われたが、ちゃっかりとグリンデル村に戻っていた（改心したらしい）。しかしクインシーが森の影響により衰弱してしまっていた。彼女を助けるために「治癒のオボロス」を手にするべくシュバルマンたちの仲間に加わった。
ピンコの我侭に振り回されることが多いものの、彼女にはクインシーの姿を重ねているのか「治癒のオボロスを持って逃げる」ように告げ、窮地から優先して逃がそうとした。またこの時、アエルロトが結界の展開に集中していたため自身も残り最後まで戦うつもりであることを述べている。治癒のオボロスを巡る戦いが一段落した後は、遠征隊から治癒のオボロスを譲り受けクインシーを助けるべくグリンデル村へと戻ろうとするが、道中ですれ違ったペリオ神の態度から不審を感じ、再び遠征隊に合流した。
ほぼ全てのスキルが魔法攻撃となり、近距離～中距離では設置タイプの範囲攻撃、中距離から遠距離へは放つタイプの魔法で攻撃することができる。パーティーで一番の火力を持つが、同時に最も耐久力が低い。
最後の戦いではマナルス山防衛戦で反神テジャスと壮絶な一騎討ちを繰り広げ、行方不明となってしまう。だが密かに救出されていたことが語られている。後のシナリオで生存が判明するが記憶喪失となっており、記憶が戻る前にサービスが終了した。このためペリオのことも忘れている。
アルポンス
声 - 岸尾だいすけ

ルコ（Ruko）
声 - 佐藤聡美
年齢：17歳
職業：ニンジャ
星座：魚座
血液型：A型 → B型
身長：161cm → 165cm
体重：48kg
武器：ナイフ（手裏剣）
備考：カバーシャード18代目堂主。猪突猛進で周りに迷惑をかけるが憎めない。考えるよりも先に感情で行動するタイプ。
軽やかなステップで攻撃に移動を伴うスキルを得意とする。また、体力は低めだがそれを補う高い攻撃力と回避力を持つ。ミミとの協力技も存在する。これは非常に強力で、ボスクラスの敵の動きを止めることが可能。ただし手ごわいボスほど状態異常耐性を持っているため、活躍の場は少ない。
17代目堂主である姉のリアンを無性に慕っている。「世界一強い」とまで得意げに話すほど。
カバーシャードは代々デリオの領主に仕えており、そのためルコはウィルロトに対する忠誠心が強かった。王国軍と反目し合う彼に助太刀するべくリアンに何度も出陣を請うも、長老からは反対され、リアンもなかなか首を縦に振ろうとしなかった。
また、迷いの森に張られた結界が何者かの手によって乱されているため、森を抜けてカバーシャードを出ることができないでいた。しかし遠征隊が迷い込んできたことで結界の乱れを塞ぎ、リアンを説得して出陣にこぎつけることができた。
実は、ルコは過去にジャガーの笛の音によって操られ、リアンと戦わされた過去がある。その際に相討ちとなり、ルコは瀕死になり、姉は重傷を負ってしまう。リアンは妹を助けるべく、ミミの制止を振り切って一つしかない秘薬を飲ませた。結果、ルコは助かったがリアンは戦うことができない身体となってしまい出陣することに迷いを抱いていた。
結界が正常化した途端、王国軍がカバーシャードを襲撃。ジャガーの笛によって多数の仲間たちが洗脳され、リアンは毒矢に射抜かれて負傷してしまう。その際、ロックフェラーに安全な場所まで連れ出されるが、実際は王国軍の前までリアンを連れて行く口実に過ぎなかった。その後、ルコは王国軍と通じていた長老から真実を語られ、。すべてはロックフェラーの謀略だったと知る。結果、カバーシャードは壊滅し、唯一の生き残りであるルコはリアンの遺言により18代目堂主を名乗ることとなった。
代々の堂主が持つ「堂主の石」ことオボロスとリアンの命、そして故郷カバーシャードをロックフェラーに奪われ、復讐のために彼を討つことを決意する。
登場初期は遠征隊をどうでもいい存在としか見ておらず、ミミの助言に従ってウィルロトを救出する手駒として利用する程度にしか考えていなかった。しかしイリシアに庇われ、彼女が拉致されてからは恩義を感じ、救出のため遠征隊と行動するようになる。
次第に遠征隊を仲間と思うようになっていき、ソーマやアエルロトと絆を深め、特にエルピントスのことは実の姉同然に慕うようになった。
過去、ルコは16代目堂主にして父であるジンノから虐待同然の修行を受けさせられていた。その時にリアンから庇われていたこともあり、無性に彼女を慕っていた。キャリバーのシナリオにて、ルコの中にある「恐怖」が幻影として現れ、ジンノの幻を前に縮こまってひれ伏してしまう。そこへ駆けつけたエルピントスをリアンと重ね、無意識に「お姉ちゃん」と呼んでしまったことをきっかけに、単なる主従関係ではなく姉妹同然の仲となっていった。
世話好きな性格で、ヘタレだと思っていたソーマやアエルロトを助けたり、無能を演じていたロックフェラーを叱咤していた。
体術の技巧は高く、ハーグの不意をついてオボロスを奪い取り、反撃してきた彼を術で欺いて奪取に成功した。また、その偵察能力を活かして敵を尾行したり、潜入したりすることが多い。
エンディングのシナリオではシャルロットの副官バルザック率いる一軍と、たった一人で互角の戦いを繰り広げるほどにまで成長した。
登場したばかりの頃は男の子っぽいしゃべり方だったが、次第に女らしい本来の口調になっていく。ただし興奮した時はまた元に戻ってしまうことも。
最後の戦いではシャルロットの側近バルザックと互角の戦いを繰り広げ、かつてリアンが仲間達を逃げ巣ためにただ一人でデリオ群と戦ったように、ルコも1人でデリオ軍を食い止めていた。戦いは反神たちの横槍で引き分けに終わり、エルピントスとともに戦場を去っていった。
ミミ
声 - 中島沙樹
眼帯をつけたしゃべる猫。
当初はルコのペットみたいな立場になりつつ、「堂主を守る」という使命を果たしていた。その正体はルコの先祖。超能力を持った猫として生まれ変わり、代々の堂主を守ってきていた。
飽くまでも使命を優先しているため、堂主と他者の命を天秤に掛けた場合は迷わず堂主を優先するデジタルな思考の持ち主。17代目堂主リアンの死後、ルコに正体を明かし彼女を見守ることとなる。
猪突猛進、直情バカ、そして義理堅いルコに翻弄されながらもアドバイスする良きパートナーとなる。しかしエンディングシナリオでは、バルザックとの戦いで疲弊していたルコがオスバルトたちに襲われたため、彼女を守るため自爆攻撃を敢行し相打ちの形で命を落としてしまう。後にルコが生死の境をさまよった時は、リアンと共に幻影として現れルコを導いた。これによりルコは戦地から生還。死してなおルコを守り通した。
ルコのスキルではミミを呼び出して幻惑を掛けたり（敵の動きを停止させる）、ミミをブン投げて敵を蹴散らす技などが存在する。
エルピントス（ELPHINTOS）
声 - 小清水亜美
年齢：26歳
職業：ガーディアン
星座：山羊座
血液型：A型 → B型
身長：174cm → 173cm
体重：49kg → 52kg
武器：ロングソード&盾
備考：素直で生真面目。だからこそ融通の利かないところもあり頑固とも取れる。デリオ領主軍第1歩兵部隊、通称エルピントス騎士団の部隊長を務める。
普段から冷静な指揮官であるエルピントスは、騎士団の指揮官らしく味方の能力を引き出したり、高い自衛力を持つ。
味方を護衛する能力に長けており、敵を足止めしたり、味方全員の防御力を強化するスキルや、回復量はナギやアエルロトには及ばないものの回復系スキルを使用できる。反面自身の攻撃能力は低めで、特に遠距離攻撃手段はほぼ皆無。
デリオの領主であるウィルロトは恋人同士。しかし神々が追放され、エリアデン国王による独裁に反抗したためウィルロトは幽閉されてしまう。彼の家臣リシュリエとともに反体制の騎士団を結成し、新領主ラングスローに反抗を続けていた。
遠征隊が加わったことでウィルロトを救出し、ついにデリオ領主城を奪還することに成功する。その後、エリアデン王都へのオボロス輸送を阻止するため逃走したシャルロットらを追撃する。
恋人ウィルロトと離れ離れになることを密かに悲しんでいたが、次第に自分の甘さと心の脆弱さを恥じ、克服していく。
登場したばかりの頃は「遠征隊の仲間」というよりも「騎士団の長」という雰囲気が漂っており、遠征隊と行動することは少なかった。しかしキャリバーでの王国軍との共闘から遠征隊と行動することが多くなり、サブリーダー的な役割を担うことになる。終盤のイベントでは高い指揮能力を発揮し遠征隊の能力を生かして敵の大群と互角に渡り合って見せた。
特にルコとは仲を深め合い、ただの主従関係ではなく本当の姉妹のように思い合う間柄となる。というのも実の妹であるシャルロットとは幼少の頃から不仲となってしまっていたから。
父から溺愛されていたことからシャルロットに嫉妬されており、更には兄を狙った刺客に人質に取られてしまい、兄を失う原因となってしまった。兄を慕っていたシャルロットに怨まれ、騎士団が分裂したことで本格的な骨肉の争いを繰り広げることになってしまう。しかし、エルピントスの中には兄との約束が今でも生きており、「シャルロットを守る」という思いは揺らいでいない。
アルニカ修道院のシナリオでは騎士団から一時離脱し、遠征隊とともにオボロスの輸送を行う。オボロスを狙うバルガス殉神団との戦いでは大隊の敵勢に対し、地形と仲間の特性を利用した奇襲攻撃で互角に渡り合った。仲間にして間もない味方も手足のように使いこなす指揮能力は、ラインハートからも高く評価されているほど。
最後の戦いでは我が身を呈して反神からシャルロットを守り、その憎悪をいくばくか薄れさせた。しかし代償と言わんばかりに大切な仲間を失ってしまう。悲しみに暮れながらも生き残った仲間達と、そしてルコとともに戦場を去っていった。

### エルピントス騎士団
正式名称は「デリオ領主軍第1歩兵部隊」。騎士エルピントスが率いる一隊であり、シナリオでは遠征隊の後方支援などを担当。
ベルリオン
エルピントスの副官であり参謀も勤める男性。第1部のエンディングにてエジェカに殺されてしまう。
ルエント

### エリアデン王国

#### 王族
フェルディナンド・エリアデン
エリアデン王国の国王。
アドリアン
エリアデン王国の第一王子。自身の出生を父に疑われており、認めてもらうために命じられるままで軍隊を率いて戦禍に身を投じていた。

#### 王国軍
エリアデン国王に仕える精鋭たち。深い忠誠心を持つ者もいるが、国王の権威をかさに欲望を満たす者や今の政治に迷いを抱く者などがいる。ほとんどの固有キャラクターが遠征隊のメンバーと因縁がある。
ランドス
声 - 今村卓博
額から左目にかけて一筋の傷跡があるのが特徴的な男性。大剣を自在に扱うパワーファイターで、ロベリアとムーアを連れてルクルレインの護衛を任じている。
その正体はエリアデン王国軍の騎士団長にして、国王の懐刀。
元々は王国最強の騎士団と呼ばれた「無敵騎士団」ことクロッカス騎士団の団長であった。ウィド領主に仕え、部下のシュバルマンとともにビーシャス族と戦っていた。しかし、地位そのものは低かったため他の騎士団からは蔑まれ、虐められる日々を過ごしてきた。
その後、信仰の違いからウィド領主と国王が対立してしまい、圧倒的な手勢を誇る王国軍が攻めてきた際に領主を見限り、殺害。ランドスをはじめにクロッカス騎士団のほとんどが王国軍に寝返ってしまった。
国王に認められて高い地位と信頼を得たものの罪悪感からか、乱戦中に行方不明になった領主の一人娘アナイスの行方を捜していた。また、余命幾許もない彼女を救うために「治癒のオボロス」を内密に手にしていた。追い詰められた際はオボロスを渡すまいと投げ捨てようとしたが、シュバルマンに復讐の意志がないことを知り和解。アナイスを救う使命はシュバルマンに託されることとなる。
実力こそはシュバルマンに一歩劣るが、長年の経験からくる戦術の冴えや思い切りの良さは騎士団の長にふさわしい器量を誇る。
ロベリア
声 - 中島沙樹
ランドスの部下の魔法師。妙齢の女性だがピンコからは「おばさん」と呼ばれており、犬猿の仲となっている。
火を主体とした魔法を扱っており、さらには「火」の形を変えることで「幻影」を作り出すことが可能。ウィルロト領主の化かせた火の罠でエルピントスに致命傷を与えたことがある。
お嬢様然とした華やかな外見とは裏腹に気が強い。しかしランドスには深い忠誠心を抱いており、大臣であるルクルレインよりもランドスに心酔している。
ムーア
声 - 神庭奈央
寡黙で小柄な少女。イリシアと同じく、オボロスを感知する不可思議な力を持つ。不思議な力で低空をふわふわ飛ぶことができる。
ランドスの命令は聞くが、それ以外に対しては冷たい態度を見せる。心を閉ざしているという点を除けば、イリシアに近いキャラクターである。
ルクルレイン
エリアデン国王から信頼の厚い大臣。オデロによれば宰相の地位にあるとのこと。徹底した国王主義者で、理不尽な命令であろうと絶対的に国王が正しいと主張して揺るがない。
ランドスらを護衛として連れ、国王に命に従ってオボロスの探索を行っている。遠征隊とは幾度となくぶつかり合い、オボロスを奪い合い間柄となってしまう。
しかし、要塞都市キャリバーでは一時的に共闘をしたことで和解。オボロス探索よりもエリアデンに侵攻するノバース帝国との戦いこそが大事だと悟り、ランドスたちを伴って王都へ帰還した。その際にシュバルマンの騎士としての忠誠心を高く評価している。
オスバルト
声 - 北大輔
エリアデン国王に仕える錬金術師の老人。錬金術師たちの棟梁でもある。国王に対する忠誠心よりも、それをかさに我欲を満たさんがために行動している。
ナシプ族を実験の対象としか見ておらず、幾多の犠牲を得て「人工オボロス」の生成に成功する。
ラインハート
声 - 井口祐一
エリアデン王国の第7騎士団団長。巨大な斧を扱う知将としてしられ、幾多の大戦で戦果を挙げている。相当な地位にあるらしく、他の騎士団長たちから常に敬語を使われている。
ロックフェラーと名乗り、負傷した兵士としてカバーシャードにもぐりこみ、堂主リアンの信頼を得る。いつも笑っていて、単身で敵に突っ込んでは返り討ちにされるという醜態をさらしており、クロモドからも「ただの馬鹿だ」と言い捨てられた。しかしそれは、リアンの持つ「堂主の石」ことオボロスを奪うための演技に過ぎず、陽気で無能な男として振る舞い、最終的には王国軍を引き入れてカバーシャードを壊滅させ、リアンを毒矢で射抜き、ナイフで刺して致命傷を負わせる。そうして間接的にリアンを殺害したため、ルコからは憎悪の対象となっている。
エルピントス騎士団とは過去、味方同士だった。
戦闘力は極めて高く、堂主リアンに次ぐ実力者であるルコとの戦いでは青息吐息の彼女に対し、ラインハートはまだまだ余裕を見せていた。実力だけではなく、策士としても秀でており、自信の表れか戦闘の際には必ず最前線に立つという。
デリオ領主城を奪還するべく奇襲を仕掛けてきたエルピントス騎士団の動きを察知し、外周を包囲するベルリオンらの部隊を急襲。王妃から授かったオリアスの一隊をつれてくる。
しかしルエントが「闇の騎士団」を率いるシルバーマインに協力を要請したため、思わぬ援軍によって返り討ちに遭う。急襲は失敗しラインハートは撤退。ラングスローやシャルロットらを伴ってデリオ領を後にした。
その後は港町ベルト近郊でエルピントス騎士団と一戦を繰り広げ、優勢になった際に姿を晦ませた。以後、終盤まで登場しなくなる。結局、決着は描かれることなくサービス終了した。
シャルロット
声 - 原田ひとみ
デリオ領主城の主、ラングスローに仕える黒髪の女性。エルピントスの実の妹。一見すると妖艶だが、実際は気が強く激情的。父の寵愛を受けていた姉に強いコンプレックスを抱いている。更には唯一の心のよりどころであった兄の死因が、エルピントスが人質に取られたことから激しい憎悪を抱いている。エンディングシナリオではエルピントスに庇われたことで憎しみが揺らぎ、ベルリオンから叱咤されたことで姉に対するに憎しみを薄れさせた。
バルザック
声 - 倉富亮
シャルロットの副官。寡黙な青年だがルコとほとんど互角に渡り合える実力の持ち主であり、また立場上は遠征隊と敵対しているものの、シャルロットとエルピントスが仲直りすることを望んでいる。シャルロットを飛龍ピナスの軍勢から逃がすために一人残って戦い抜き、生還した。

### 神々
かつてエリアデン王国を支配していた上位存在。
バルガス
声 - 子安武人
エリアデン王国を治める「貪欲の神」。冷酷、残虐を絵に描いたような男性。
他国の領土を奪うために、しかし自分が手を下すのは馬鹿らしいと人間を駒にして戦わせる「代理戦争」を最初に行った。これによって人間は神々の意で望まぬ戦いに繰り出され、最終的に反逆してタルタロス結界陣を展開するに至った。結果、地上から神々は姿を消したが、今度は人間による独裁が始まった。
本作における悲劇のすべての根源と言っても過言ではない人物。ピンコの母セイリスなど人間の女性を拉致し、生命エネルギーを奪い取っている。
セイリスを拉致する際、ピンコの父親を殺害した。そのシーンはピンコの回想にて描かれているが、まだバルガスの容姿は明らかになっておらず影が掛かっている。
エンディングシナリオ Part1「空の彼方に散りゆく魂」にてついに全貌を現した。本来の力を引き出したソーマと一騎討ちを行い、これに勝利。ピンコたちを追い詰めるがロボの決死の反抗によりとり逃してしまうことになった。
サービス終了のためその後が描かれず、ソーマの安否やバルガスがどうなったのかは不明である。
チャレンジにて彼の幻影と戦うことが可能。偽者とは言え、神の分身に恥じない力を誇る。
レピオス
声 - 大原さやか
ナシプ族の創造神。女性の神。彼女が地上を去ったため、ナシプ族は死しても成仏できず、邪悪な錬金術師たちによってアンデッドとして操られている。
ナシプとは彼女の魂に個性を与えたものであり、供物として捧げられたナシプの魂がタルタロス結界陣に阻まれて彼女の元に戻れないことから、彼女自身も徐々に力を失いつつある。
エピル
ソーマこと雷神スペルノの主神。タルタロス結界陣を展開する戦いにて、アエルロトの師であるヒルベルトを討ち取った。
現在は地上を追放されて神界にいる。ソーマに使命を与えたが、目的は不明。
ヘラボス
ソーマやジャガーの台詞の中で見え隠れする謎の存在。ソーマによれば、反神を利用して何かたくらんでいる。
ジャガーによればタルタロス結界陣を展開したのはヘラボスの策略であり、主神たちを追放するのが目的だったことが示唆されている。
名前のみで本人は最後まで登場しなかった。

### 反神
タルタロス結界陣を展開する戦いにおいて神々を裏切り、術法師たちに味方した神々。彼らは力を抑えることで神としての姿を隠し、人間として地上に残ることを許されている。しかし力を解放すればただちに神界へと追放されてしまうため、本来の姿と力を取り戻すことができないでいる。術法師たちに味方した後、反神はマナルス山に「人間を監視する」という名目で幽閉されてしまっている。
ジャガー
声 - 出先拓也
反神たちのリーダー格。シナリオにおいて要所要所で登場し、黒幕的な存在として遠征隊と戦うため出番が非常に多い。
ペリオ
テジャス
声 - 鳥海勝美
アカシャ
声 - 喜多村英梨
エジェカ
声 - 斎藤千和

### 龍族
マブロス

ピナス
声 - 平田真菜
テスベル
ミル
声 - 井口祐一
ラミア
声 - 小寺麻未
ナイジェル

### バルガス殉神団
コシルリード
声 - 成瀬誠
ビネタ
声 - 原田ひとみ
アナイス
声 - 能登麻美子

### 海賊団
シャークハートマン
二代目シャークハートマン
バルバロサ

## シナリオモード
1. 儀式の夜
2. 覆面K
3. アデルリン女神の物語
4. エグリートの魂
5. 若いクロモドの憂鬱
6. ナシプ族の巣
7. 迷いの森の姉妹
8. 司祭の最後の祈り
9. 獅子の戦争
10. 海の伝説
11. 剣に刻んだ思い
12. 聖女の涙
13. 運命との再会
14. 霧深き永劫の森
15. 別れが紡ぐ絆
16. 旅の終わり

## チャレンジモード
コンテンツポイントを消費することで入場できるモード。チャレンジ担当官ウェスティに話しかけることで入場できる。一部のチャレンジは入場券を必要とし、入場券がない場合はチャレンジを開始できない。一部を除き、チャレンジではシナリオモードとは異なるストーリーが用意されている。最上級チャレンジは一貫して龍族が暗躍するストーリーが展開されている。

### 通常チャレンジ
極まれにアクセサリーも手に入る。
1. イグドラシルの森
2. ロボドンジャンのアジト
3. 氷龍の巣
4. 要塞の決戦
5. 天空の遺跡
6. 水龍の巣
7. 宝島
8. 激突！赤髪盗賊団
9. バルガスの神殿

### 上級チャレンジ
最上級チャレンジの入場券を作る為の材料が手に入る。

極まれにアクセサリーも手に入る。

1. 上級・イグドラシルの森
2. 上級・ロボドンジャンのアジト
3. 上級・氷龍の巣
4. 上級・要塞の決戦
5. 上級・天空の遺跡
6. 上級・水龍の巣
7. 上級・宝島

### 最上級チャレンジ
遊ぶためには入場券が必要。入場券は上級チャレンジで得られる材料から製作できる。

1. 封印から解き放たれたテスベル
上級・イグドラシル、上級・ロボドンジャンのアジト、上級・氷龍の巣でドロップされる「損傷した確認報告書1P～3P」が必要
2. 飛龍撃退戦
上級・要塞の決戦、上級・天空の遺跡でドロップされる「破損した飛龍軍戦況報告書（上）（下）」が必要
3. レギンの鼓動
上級・水龍の巣、上級・宝島でドロップされる「竜族軍の戦況レポート（上）（下）」が必要

### エターナルダンジョン
制限レベルの割には高性能な武器や防具を作る為の製作書などを入手できる。

1. エターナルダンジョン 1～10層
2. エターナルダンジョン 11～20層
11層から始めるためには入場券「ゴーレムマスターの核心」が必要
3. エターナルダンジョン 21～30層
21層から始めるためには入場券「獅子王の破片」が必要
4. エターナルダンジョン 31～40層 
31層から始めるためには入場券「世界樹の枝」が必要

### 時空の歪み
経験値取得に特化したチャレンジ。他のチャレンジと異なり、Mobを倒したときに経験値が手に入る。また、レベル制限付きながら使用キャラを選ばない経験の書を、エリート級のMobを倒すことで得られる。しかし、経験の書とイベントアイテム以外のドロップが一切ない。
1. 時空の歪み(下級　修練場)
レベル20～30制限付きの経験の書が手に入る
2. 時空の歪み(中級　修練場)
レベル30～40制限付きの経験の書が手に入る
3. 時空の歪み(上級　修練場)
レベル40～50制限付きの経験の書が手に入る
4. 時空の歪み(最上級　修練場)
レベル50～60制限付きの経験の書が手に入る

## 主題歌
Tartaros-タルタロス- 韓国版主題歌『Loop』
作詞：서량（Seorryang）、作曲・編曲：Lee Jong Seong、歌：서량（Seorryang）
Tartaros-タルタロス- 日本版主題歌『タルタロス』
作詞：加藤哉子、作曲・編曲：Lee Jong Seong、歌：エルテイルの少女 featuring 中島愛
タルタロス：リバース 主題歌『NEVER END』
作詞：吠士隆、作曲：Lee Jong Seong／大石憲一郎、編曲：大石憲一郎、歌：飛蘭

## WEBラジオ

### ラジオ タルタロス
『ラジオ タルタロス』は音泉にて2010年1月12日、2月9日に配信されたインターネットラジオ。全2回で終了。

#### パーソナリティ
- 鳥海浩輔（シュバルマン役）
- 福井裕佳梨（ナギ役）
- やまけん（音響監督）

### 鳥海浩輔・福井裕佳梨のタルタロスちゃんねる
『鳥海浩輔・福井裕佳梨のタルタロスちゃんねる』は超!A&G+にて2010年10月5日より放送されていた、アニラジである。
2010年12月28日放送の第13回をもって終了。2012年1月28日に「Tartaros-タルタロス-」2周年を記念した特別番組を放送した。

#### パーソナリティ
- 鳥海浩輔（シュバルマン役）
- 福井裕佳梨（ナギ役）

#### 放送時間
- 2010年10月5日 - 2010年12月28日（レギュラー放送 全13回）
  - 火曜日21:00 - 22:00（リピート放送：日曜日 8:00 - 9:00）
- 2012年1月28日（2周年記念スペシャル）
  - 24:00 - 25:00

#### コーナー
レッツプレイ!タルタロス
プレイ画面上のリスナーとコミュニケーションをとりながら、ゲームやクイズを行う。
浄化の部屋
オボロスの石のように、リスナーから寄せられたお悩みを「浄化」していく。
タルタロス　インフォメーション
タルタロスの最新情報を伝える。

#### ゲスト
- 第7回（2010年11月16日） - 野島裕史
- 第9回（2010年11月30日） - 下野紘
- 第12回（2010年12月21日） - 小清水亜美
- 2周年記念スペシャル（2012年1月28日） - 佐藤聡美

| 超!A&G+ 火曜夜9時枠                                                                          | 超!A&G+ 火曜夜9時枠                                         | 超!A&G+ 火曜夜9時枠 |
| 前番組                                                                                       | 番組名                                                      | 次番組 |
| -------------------------------------------------------------------------------------------- | ----------------------------------------------------------- | --- |
| 森永理科のアウトローラジオ （本放送） - 当番組開始に伴い2010年10月10日〜 土曜深夜2時へ移動。 | 鳥海浩輔・福井裕佳梨のタルタロスちゃんねる                  | 森永理科のアウトローラジオ （本放送） - 2010年10月から3ヶ月間土曜深夜2時へ移動していたが、当番組の終了に伴い再び元の時間へ戻る。 |
| 超!A&G+ 日曜朝8時枠                                                                          |                                                             | |
| 井口裕香の超ラジ!Girls （リピート放送）                                                      | 鳥海浩輔・福井裕佳梨のタルタロスちゃんねる （リピート放送） | A&G NEXT GENERATION Lady GO!!サンデー （2011年1月9日～。簡易動画つき放送）                                                       |

## WEBコミック
『タルタロス外伝 オボロスの巨人』として、電撃オンラインとのコラボレーション企画として連載中。ゲームとはまったく異なるオリジナルストーリーで物語が展開している。2011年2月現在、第3話まで公開中。作画は須賀こはる。